# Svetlogorsk
Svetlogorsk (ryska Светлогорск, ”Ljusa berget”) är en mindre stad vid kusten i enklaven Kaliningrad oblast i Ryssland, tidigare Rauschen i tyska Ostpreussen. Staden ligger drygt 30 km nordväst om Kaliningrad och har cirka 12 000 invånare.
Svetlogorsk är beläget vid den så kallade Bärnstenskusten, som sträcker sig norrut längs det Kuriska näset, och mot söder in i Gdańsksbukten. Det är beräknat att ca 90% av världens bärnsten finns här, under den bländvita sanden. Exploateringen av bärnsten var under sovjettiden i statens ägo och stod under sträng kontroll, att föra ut bärnsten utan tillstånd var straffbelagt. Efter Sovjetunionens fall blev det fritt fram, och redan i mitten av 90-talet hade den "illegala" utvinningen blivit så omfattande att myndigheterna fick agera för att få stopp på de skador, som skövling av skog och sandsugning längs kusten åstadkommit. När det var som värst och maffian hade kontroll, skedde några mord med anknytning till den illegala hanteringen, detta fick stor lokal uppmärksamhet. Idag har myndigheterna kontroll och den illegala, storskaliga utvinningen är stoppad. 
I Kaliningrad finns, som i nästan alla städer längs den baltiska kusten, ett bärnstensmuseum, där kan man bakom tjocka glas beskåda de yppersta av hantverk utförda i bärnsten, från den minsta knappnål med bärnstenshuvud till kvadratmeter stora väggtavlor, kronjuveler i rysk bärnstenskonst.
Svetlogorsk skonades från de allierades bombräder och var fram till mitten av 90-talet en småskalig stad, med typisk småstadscharm, och med den ursprungliga tyska bebyggelsen (mestadels i trä) kvar, bland små backiga och krokiga gator inbäddade i tallskog, till och med den monumentala ryska funkisen höll, med några undantag, låg profil. Idag har turismen satt sin prägel på bebyggelse och gatuliv, de nya hotellen tävlar om att sticka upp över trätopparna, vid sidan om lyxiga sommarbostäder för rika Moskvabor.
Svetlogorsk har sedan 1800-talet varit en populär bad och kurort vid Östersjön, och har på senare år utvecklats till en stad som satsar på konst och kultur. Bland annat genomförs årligen Baltiska Internationella Plainair för konstnärer i regionen. Svetlogorsk är ett populärt turistmål som har goda tåg och bussförbindelser, under veckosluten besöks staden av många från Kaliningrad med omnejd.
Makthavare i regionen har utsatts för både hot och trakasserier, några har avgått, och ett antal mutskandaler har gett stora rubriker i lokalpressen. Trycket från stenrika entreprenörer som vill bygga är stort, men alla som på ett eller annat sätt är i bestämmande position, är måna om att hålla utvecklingen på en långsam och lagom nivå.
Man är väl medveten om att Svetlogorks dragkraft som semesteridyll och kurort, ligger just i småstadscharmen.   
Författaren och Nobelpristagaren (1929) Thomas Mann (1875-1955) bodde här en tid. I västra utkanten av Svetlogorsk finns ett museum tillägnat den tyske bildhuggaren Hermann Brachert (1890-1972).  

## Galleri

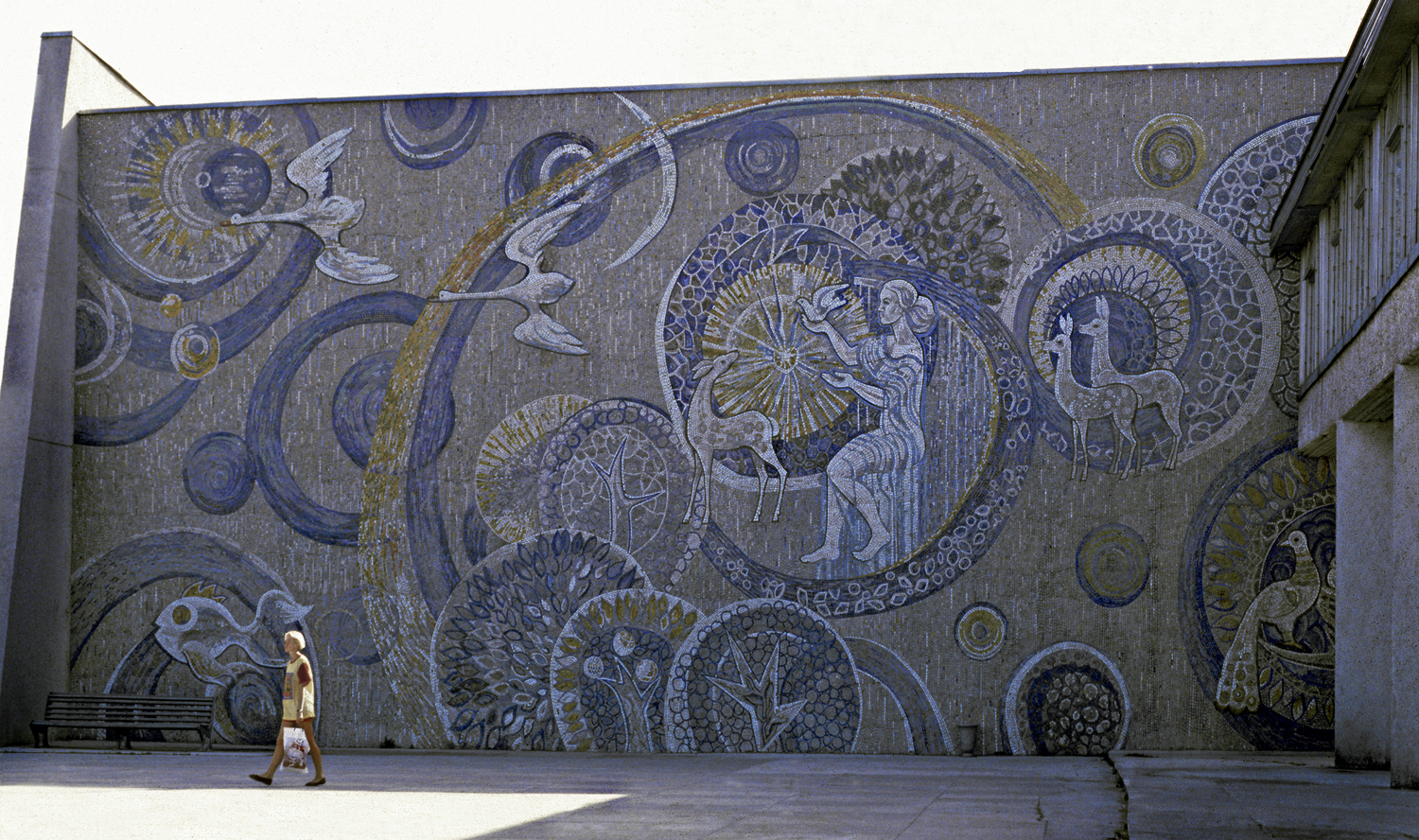
Mosaik på en vägg av badhuset i Svetlogorsk 1992.
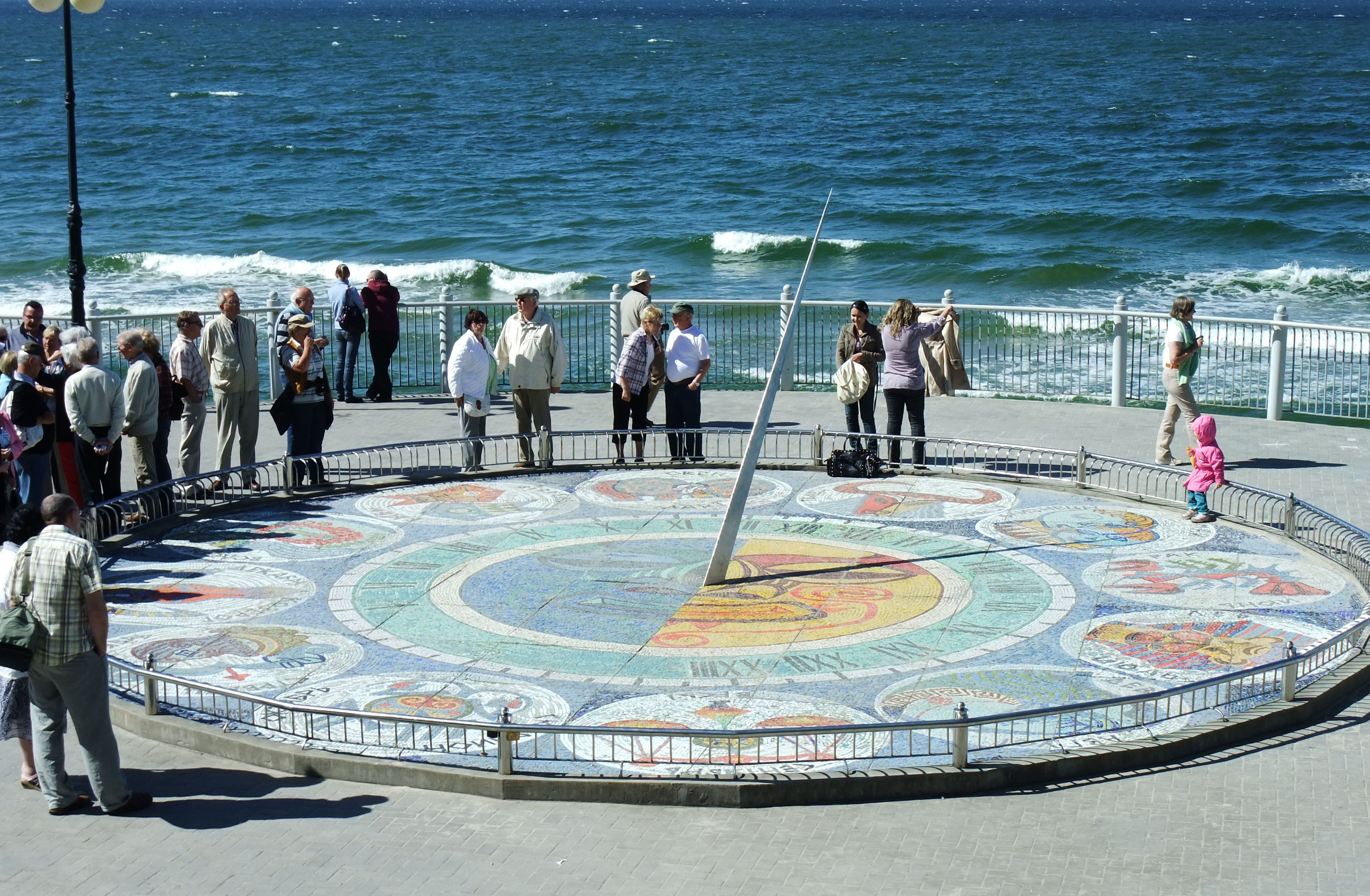
Solur i mosaik vid stranden i Svetlogorsk.